# Zalduondo
Zalduondo (em basco e oficialment) ou Zalduendo de Álava (em castelhano) é um município da Espanha na província de Álava, comunidade autónoma do País Basco, de área 12,03 km² com população de 185 habitantes (2007) e densidade populacional de 13,52 hab/km².

## Demografia
| Variação demográfica do município entre 1991 e 2004 | Variação demográfica do município entre 1991 e 2004 | Variação demográfica do município entre 1991 e 2004 | Variação demográfica do município entre 1991 e 2004 |
| --------------------------------------------------- | --------------------------------------------------- | --------------------------------------------------- | --------------------------------------------------- |
| 1991                                                | 1996                                                | 2001                                                | 2004                                                |
| 120                                                 | 136                                                 | 139                                                 | 162                                                 |